# Камерленго
Камерленго (на хърватски: Gradina Kamerlengo) e крепост със замък в град Трогир, Хърватия, построена от венецианците.
Трогирските укрепления придават характерния средновековен облик на Стария град. Запазени са малки участъци от северната и западната крепостна стена, докато южния участък и кулите на Свети Никола и Витури са напълно запазени. Изградени са в типичен романски стил. Имат характерни отвори със сърповидни арки и покрити постове за стражата покрай стените, което ги прави един уникален пример за укрепления от тази епоха. През 14 век генуезците строят деветостенна кула в западния край на града, по-далеч от Стария град. Тя им е служела като основна морска база на Адриатическо море. Когато венецианците завладяват Трогир през 1420 година те преустройват тази кула е здрава крепост, която по-късно е наречена по титлата „камерленго“ (на италиански: camerlengo; на латински: camerarius) – държавен служител, отговарящ за финансовите въпроси. В северния край на крепостта веднага след изграждането ѝ е построена кулата на Свети Марко в типичния за епохата ренесансов стил. На покрива на кулата в кръг са били поставени оръдия, готови по всяко време да отблъснат нашествениците.
Постепенно значението на крепостта Камерленго намалява и в края на 19 век състоянието ѝ се влошава. По време на Втората световна война крепостта и кулата на Свети Марко са сериозно повредени. След като историческият център на Трогир е включен в списъка на ЮНЕСКО за световно културно наследство са реставрирани и консервирани. Днес вътрешният двор на замъка се използва като лятна сцена и за летни прожекции. След реставрационните дейности бойниците на крепостта и най-горното ѝ ниво са направени достъпни за посетителите, от където се открива красива гледка към Стария град на Трогир.